# Neanastatus philippinensis
Neanastatus philippinensis är en stekelart som beskrevs av Girault 1915. Neanastatus philippinensis ingår i släktet Neanastatus och familjen hoppglanssteklar.
Artens utbredningsområde är Filippinerna. Inga underarter finns listade i Catalogue of Life.